# Anthony Vasquez
Anthony Russell Vasquez (né le 19 septembre 1986 à San Antonio, Texas, États-Unis) est un ancien lanceur gaucher des Ligues majeures de baseball ayant joué en 2011 pour les Mariners de Seattle. 

## Carrière
Anthony Vasquez est repêché pour la première fois par les Angels de Los Angeles d'Anaheim, qui en font leur choix au 49e tour de sélection en 2005. Il ne signe pas avec l'équipe et s'inscrit à l'Université de Californie du Sud à Los Angeles, puis il est réclamé par les Mariners de Seattle en 18e ronde du repêchage des joueurs amateurs en 2009.
Vasquez, un lanceur partant gaucher, fait ses débuts dans le baseball majeur le 23 août 2011 pour les Mariners, après une rapide progression d'à peine deux années dans les ligues mineures. À son premier départ, il est le lanceur gagnant dans une victoire des Mariners sur les Indians de Cleveland. Ce gain est suivi de 6 défaites de suite, ce qui porte sa fiche à 1-6 avec une moyenne de points mérités de 8,90 en 7 départs pour Seattle.
Il évolue en ligues mineures dans l'organisation des Mariners en 2012 et 2013 avant de rejoindre en avril 2014 les Orioles de Baltimore.